# 김재덕 (가수)
김재덕(金在德, 1979년 8월 7일~)은 대한민국의 가수 겸 래퍼로 《젝스키스》의 구성원이다.

## 학력
- 경희대학교 연극영화학과 (학사)

## 활동

### 데뷔 전
김재덕은 1979년 8월 7일 대한민국 부산광역시 사하구 감천동에서 태어났다. 출생하여 감천초등학교, 삼성중학교, 경남공업고등학교를 졸업했으며, 어린 시절 축구와 야구 등 운동을 좋아해 운동 선수를 꿈꿨던 그는 중학교 진학때, 축구부가 없는 학교에 진학하면서 축구 선수의 꿈을 접었다고 하는데 그룹 장미여관 출신 육중완과 중학교 동창이기도 하다.
그리고 중학교 시절 같은 젝스키스의 멤버이자 친구인 이재진을 만나 춤을 배우게 되고, 1995년 고등학교 시절 함께 댄스팀(퀵실버)으로 활동하다 이주노의 눈에 띄어 젝스키스에 발탁되었다.

### 데뷔 후

#### 젝스키스 시절
김재덕은 1997년 6인조 댄스 그룹인 젝스키스로 데뷔하였다. 젝스키스는 90년대 말 H.O.T.와 라이벌 구도를 그렸으며 인기가 많았던 그룹으로, 이재진과 함께 랩과 댄스를 담당했다.
1998년에는 젝스키스가 주연인 영화 《세븐틴》을 찍기도 했다. 이러한 인기 속에도 불구하고 젝스키스는 2000년 5월 18일 해체했다.

#### 솔로 데뷔 및 은퇴
이후 멤버인 은지원과 강성훈, 이재진은 솔로로 데뷔했다.
어울리지 않는 두 멤버의 만남으로 인해 노래에 대한 기대치가 낮았지만, "Suddenly", "Someday", "아마..", "여우비", "My Love", "사랑한다 외쳐요", "애써" 등을 히트시키며 언제 그랬냐는 듯 대중에게 사랑을 받았다.
2008년 6월 4일 현역으로 입대 후 국방홍보지원대원인 연예병사로 복무하다 2010년 4월 만기 전역했다.
2011년 9월에는 제대 후 첫 공식 싱글인 Get On The Floor를 발표해
당시복무 중인 새로운 앨범을 준비하기에 앞서 새로운 모습을 선보였다.
김재덕은 같은 젝스키스의 멤버였던 은지원과 세기말 시절부터 돈독한 우정을 과시하고 있다.
현재 김재덕은 아이오케이컴퍼니 소속이다.

## 이슈
또한 과거 라이벌 구도였던 H.O.T.의 멤버인 토니 안과 2009년 군대에서 만나, 2019년부터 현재까지 한집에 거주하고 있다.

## 앨범

### 젝스키스

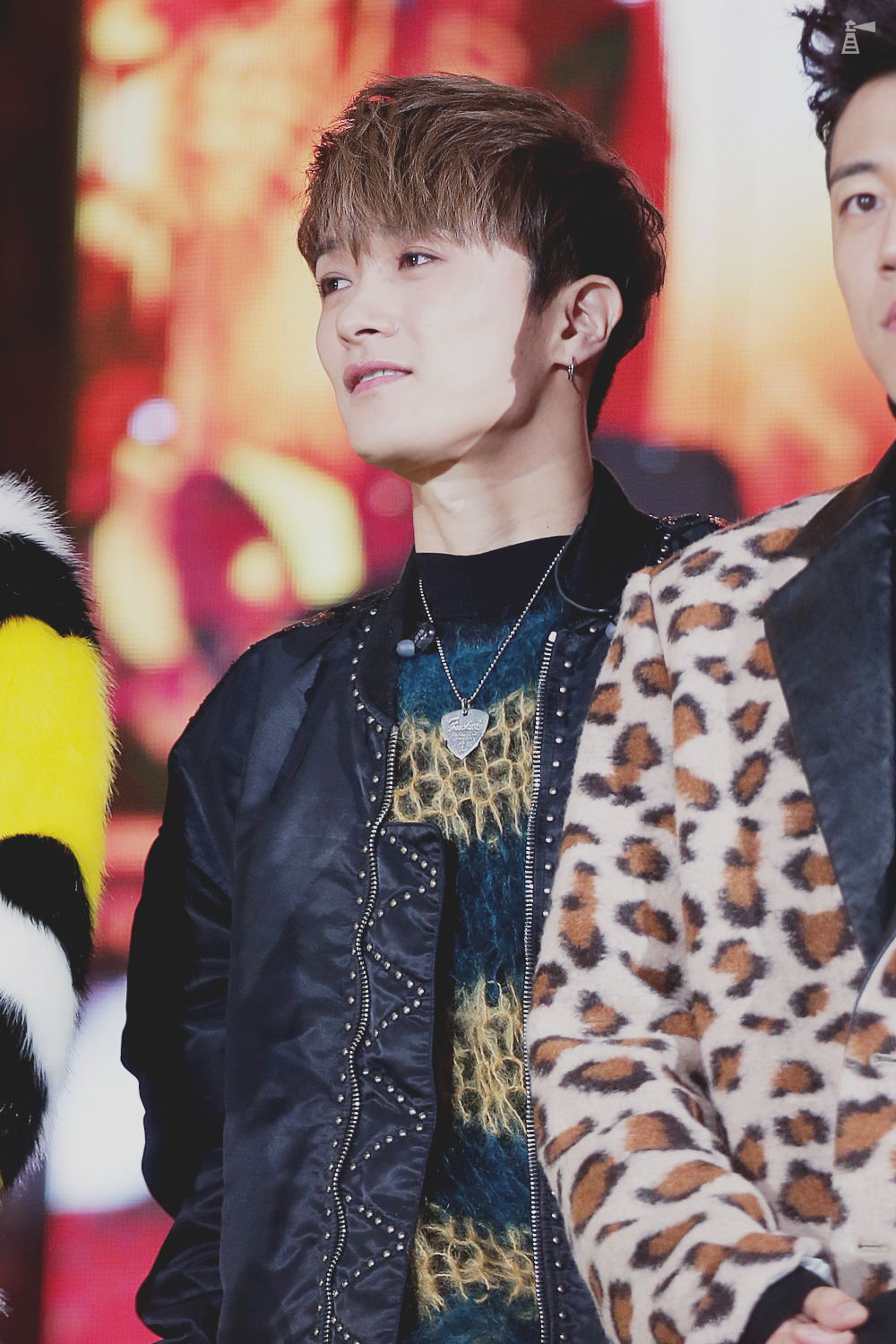
161119 김재덕 MMA

- 1997년 5월 14일 1집 《학원별곡》
- 1997년 11월 1일 2집 《Welcome to the Sechskies Land》
- 1998년 7월 15일 3집 《Road Fighter》
- 1998년 10월 30일 3.5집 《Special Album》
- 1999년 3월 1일 《Sechskies Live Concert》
- 1999년 9월 9일 4집 《Com'Back》
- 2000년 5월 31일 고별앨범 《BLUE NOTE》
- 2016년 10월 7일 싱글 《세 단어》
- 2016년 12월 1일 RE앨범 《Re-Album》

## 출연

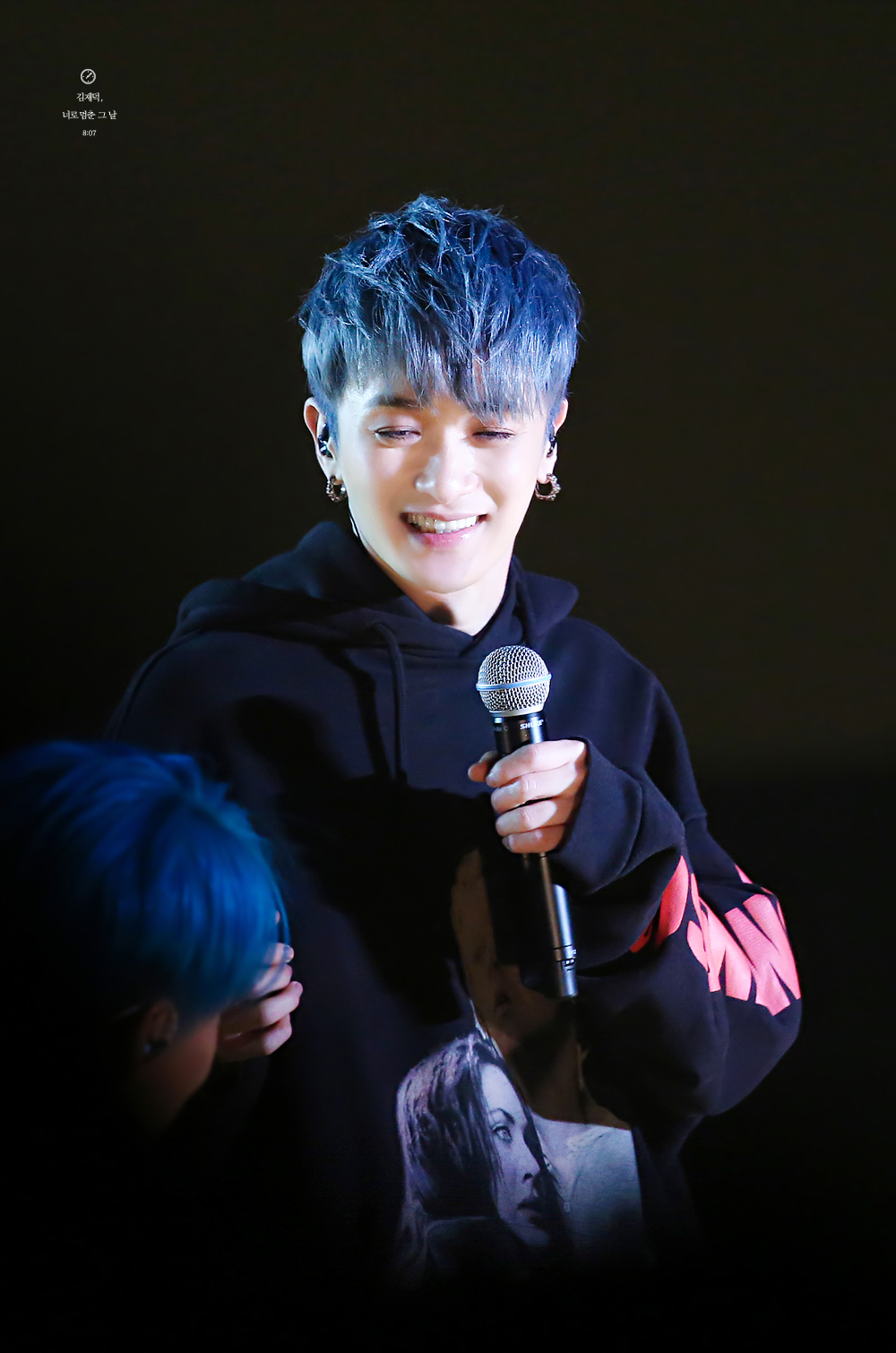
161210 김재덕 Yellow Note Concert

### 영화
- 1998년 《세븐틴》 - 주연
- 2017년 젝스키스 20주년 기념 하와이 영상
- 2018년 《젝스키스 에이틴》

### 뮤지컬
- 1998년 《알리바바와 40인의 도적》

### 예능
- 1998년 KBS 2TV 《TV는 사랑을 싣고》 게스트 (With. 젝스키스)
- 2002년 KBS 2TV 《TV는 사랑을 싣고》 게스트 (With. 장수원)
- 2003년 ~ 2004년 MBC 《브레인 서바이버》 - 게스트
- 2004년 SBS MTV 《익사이팅 스튜디오》
- 2005년 MBC 《무모한 도전》
- 2007년 SBS 《솔로몬의 선택》
- 2012년 ~ 2013년 KBS 《오감만족 세상은 맛있다》
- 2013년 MBC 《미스터 살림왕》
- 2016년 동아TV 《맛집남 시즌 1》 - 진행
- 2016년 MBC 《무한도전》
- 2016년 MBC 《황금어장 라디오스타》
- 2016년 tvN 《수요미식회》
- 2016년 KBS 2TV 《해피투게더 4》 - 게스트
- 2016년 KBS 2TV 《배틀 트립》 - 게스트
- 2016년 tvN 《힛 더 스테이지》 - 패널
- 2016년 SBS 《런닝맨》 - 게스트
- 2016년 온스타일 《런드리 데이》 - 게스트
- 2016년 MBC every1 《주간 아이돌》 - 게스트
- 2017년 tvN 《내게남은48시간》 - 게스트
- 2017년 올리브 《원나잇 푸드트립》 - 게스트
- 2017년 JTBC 《아는 형님》 - 게스트
- 2017년 JTBC 《냉장고를 부탁해》 - 게스트
- 2020년 KBS 2TV 《해피투게더》 - 게스트

## 수상
- 1997년 - 대한민국 영상음반 대상 골든 디스크부문 본상
- 1997년 - KMTV 가요대전 신인상
- 1997년 - SBS 가요대전 본상
- 1997년 - KBS 가요대상 본상
- 1997년 - MBC 가요제전 본상, 가수상
- 1998년 - 대한민국 영상음반 대상 골든 디스크부문 본상
- 1998년 - KMTV 가요대전 본상
- 1998년 - 제9회 서울가요대상 대상 공동수상 (H.O.T)
- 1998년 - MBC 가요제전 본상
- 1998년 - KBS 가요대상 본상
- 1998년 - SBS 가요대전 본상, 10대 가수상
- 1999년 - 대한민국 영상음반 대상 골든 디스크부문 본상
- 1999년 - MBC 가요제전 본상, 가수상
- 1999년 - KBS 가요대상 본상, 가수상
- 1999년 - SBS 가요대전 본상, 가수상
- 1999년 - KMTV 가요대전 본상
- 1999년 - 제10회 서울가요대상 본상
- 2002년 - SBS 가요대전 인기상
- 2016년 - 2016 멜론 뮤직 어워드 홀 오브 페임

## 가족 관계
- 아버지 : 김태기
- 어머니 : 김석자
- 여동생 : 김은옥

## 같이 보기
- 젝스키스
- K-pop